# Linjediagram

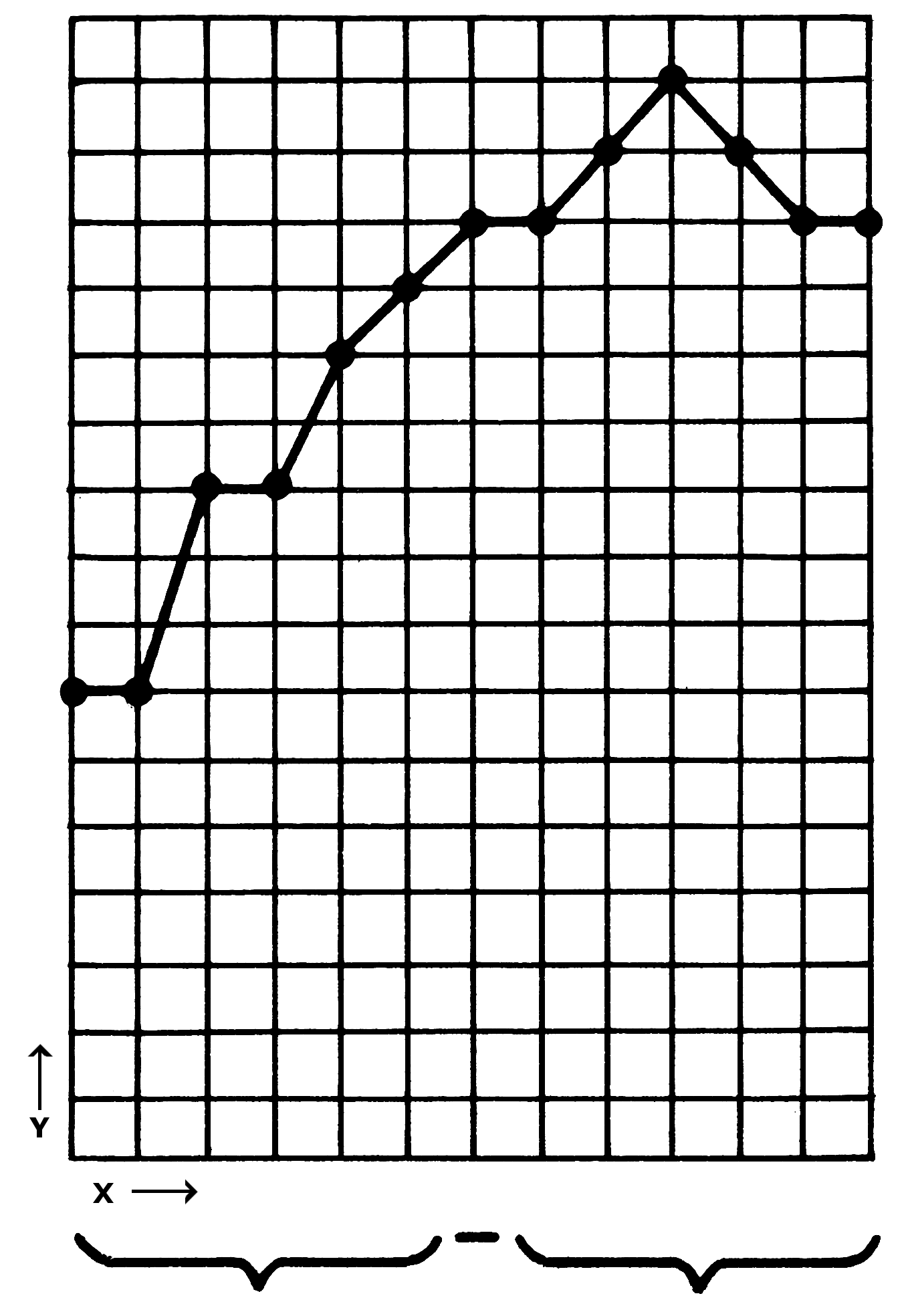
Exempel på ett enkelt linjediagram, som visar datavärdet (y-axel) över regelbundna intervaller (x-axel) genom att datapunkterna förbinds med en linje.

Linjediagram (graf) är en diagramtyp som genom linjer visar de storheter som grafiskt ska återgivas.
Denna typ av diagram används ofta för att visa hur något förändras med tiden, det vill säga för att presentera värdet för en variabel över tid.  Ett sådant linjediagram visar värdet för den ena storheten, variabeln, på den vertikala axeln (y-axeln) och värdet för den andra storheten (tidsintervallet), på den horisontella axeln (x-axeln), och datapunkterna (värdet för variabeln vid ett visst tidsintervall) förbinds med linjer. I ett sådant linjediagram kan man bland annat urskilja trender och jämföra data, genom att jämföra flera tidsserier (linjer) med varandra samtidigt.